# Johann Jakob Aenishänslin
Johann Jakob Aenishänslin (* 21. Februar 1796 in Gelterkinden; † 3. November 1866 ebenda) war ein Schweizer Politiker.

## Leben
Johann Jakob Aenishänslin wurde als Sohn eines Landwirts geboren. Nach dem Unterricht beim Dorfpfarrer und einem zweijährigen Sprachaufenthalt im Kanton Neuenburg schloss er eine Handelslehre in Basel als Kaufmann ab.
Von 1824 bis 1828 war Aenishänslin Gemeindepräsident von Gelterkinden. Bis zur Basler Kantonstrennung war er im Grossen Rat beider Basel, Appellationsrichter und Offizier. Von 1833 bis 1844 sowie von 1863 bis 1866 war er Baselbieter Landrat und von 1835 bis 1836 war er im Erziehungsrat tätig. Im Jahr 1837 war er Tagsatzungsgesandter und in den Jahren 1838, 1850 sowie von 1862 bis 1863 war er im Verfassungsrat. Im Regierungsrat war er von 1844 bis 1850 tätig und das Amt des Oberrichters hatte er 1834 sowie von 1851 bis 1860 inne. Im Jahr 1838 war er Kriminalgerichtspräsident.
Aenishänslin war ein gemässigter Anhänger der direkten Demokratie und wirkte im neu gegründeten Staatswesen integrierend. Wegen seines Opportunismus erhielt er den Spitznamen Pantoffelzapfen.